# Túnel de Playas de Tijuana
El túnel de Playas de Tijuana está ubicado en la ciudad de Playas de Tijuana, Tijuana, Baja California, México a unos metros de distancia. Fue inaugurada el día 2 de abril de 2015.

## Información
El sector de Playas de Tijuana ya tiene un segundo acceso para evitar congestionamientos o aislamiento cuando la vialidad tradicional se interrumpía por accidentes o por daños ocasionados por lluvias. La tarde de este viernes, autoridades de la Secretaría de Comunicaciones y Transportes abrieron el acceso sin evento de inauguración para que los residentes de la zona sur de Playas tuvieran paso hacia el fraccionamiento La Joya y colonias vecinas. La obra que cuenta con un túnel de 439 metros en curvas tuvo un costo de 352.7 millones de pesos. Tiene en total 4.1 kilómetros de longitud e inició en el 2007 cuando la carretera, prolongación de la calle Segunda, sufrió daños y derrumbes que provocaban largos congestionamientos. Cuando se registraban obras de mantenimiento, accidentes, retenes y enfrentamientos policiacos también mantenían prácticamente incomunicada la zona. Para llegar al centro de la ciudad habría la necesidad de rodear por la carretera cuota hasta Rosarito e ingresar a la Zona del Río por el bulevar Cuauhtémoc Sur.